# Lijst van Vlaamse ministers van Innovatie
Dit is een lijst van ministers van Innovatie in de Vlaamse regering. 

## Lijst
| Nr.                                | Minister | Minister                    | Partij | Partij         | Begin             | Einde             | Regering(en)       |
| ---------------------------------- | -------- | --------------------------- | ------ | -------------- | ----------------- | ----------------- | ------------------ |
| 1                                  |          | Dirk Van Mechelen (1957)    |        | VLD            | 13 juli 1999      | 10 juni 2003      | Dewael             |
| vacant (10 juni 2003-22 juli 2004) |          |                             |        |                |                   |                   |                    |
| 2                                  |          | Fientje Moerman (1958)      |        | VLD / Open Vld | 22 juli 2004      | 9 oktober 2007    | Leterme, Peeters I |
| 3                                  |          | Patricia Ceysens (1965)     |        | Open Vld       | 9 oktober 2007    | 13 juli 2009      | Peeters I          |
| 4                                  |          | Ingrid Lieten (1964)        |        | sp.a           | 13 juli 2009      | 25 juli 2014      | Peeters II         |
| 5                                  |          | Philippe Muyters (1961)     |        | N-VA           | 25 juli 2014      | 2 oktober 2019    | Bourgeois, Homans  |
| 6                                  |          | Hilde Crevits (1967)        |        | CD&V           | 2 oktober 2019    | 18 mei 2022       | Jambon             |
| 7                                  |          | Jo Brouns (1975)            |        | CD&V           | 18 mei 2022       | 30 september 2024 | Jambon             |
| 8                                  |          | Matthias Diependaele (1979) |        | N-VA           | 30 september 2024 | heden             | Diependaele        |